# Nepenthosyrphus capitatus
Nepenthosyrphus capitatus är en tvåvingeart som först beskrevs av Sack 1931.  Nepenthosyrphus capitatus ingår i släktet Nepenthosyrphus och familjen blomflugor. Inga underarter finns listade i Catalogue of Life.